# CFLM-FM

Logo de la station de 2013 à 2019

CFLM-FM, s'identifiant en ondes sous O 97,1, est une station de radio québécoise propriété du groupe Arsenal Media, diffusant à la fréquence 97,1 MHz sur la bande FM d'une puissance de 32 000 watts depuis ses studios situés à La Tuque.
La station propose une programmation musicale variée alliant plusieurs styles musicaux qui s'adresse à une clientèle adulte. L'actualité y occupe également une place de choix.

## Histoire de la station
C'est le 3 octobre 1959 que CFLM fait son entrée en ondes sur la bande AM à la fréquence 1 240 kHz. La station était à l’époque la propriété de l’entreprise Radio La Tuque ltée.
En 1983, Radio Haute-Mauricie inc. fait l’acquisition de CFLM-AM.
CFLM sera la dernière station de radio commerciale à l'extérieur de Montréal à migrer de la bande AM vers le FM. Cette transition se fera à l'automne 2012 sur la fréquence 97,1 MHz.
En novembre 2016, le CRTC autorise la vente de la station au groupe Attraction Radio.
La station passe sous la bannière «O» le 14 janvier 2019 en devenant O 97,1.

## Programmation
| Heures        | Noms des émissions                 | Animateurs/Animatrices |
| ------------- | ---------------------------------- | ---------------------- |
| 6 h           | Le 6 à 9                           | Michael Gagnon         |
| 9 h           | Le meilleur de la musique week-end | Ghyslain Demers        |
| 16 h (samedi) | Les grands bizous week-end         | David Tancrède         |

| Heures                | Noms des émissions                 | Animateurs/Animatrices |
| --------------------- | ---------------------------------- | ---------------------- |
| 6 h                   | Les 100 000 matins                 | Claudia Martel         |
| 9 h                   | Le meilleur de la musique          | Dianne Simard          |
| 12 h                  | Les grands bizous                  | David Tancrède         |
| 13 h                  | Le meilleur de la musique          | Dianne Simard          |
| 16 h                  | Le trafic                          | Claudia Martel         |
| 16 h (vendredi)       | Le meilleur de la musique week-end | Ghislain Demers        |
| 18 h (lundi au jeudi) | Les hits                           | Julie Baril            |